# Многосуточные и многодневные пробеги

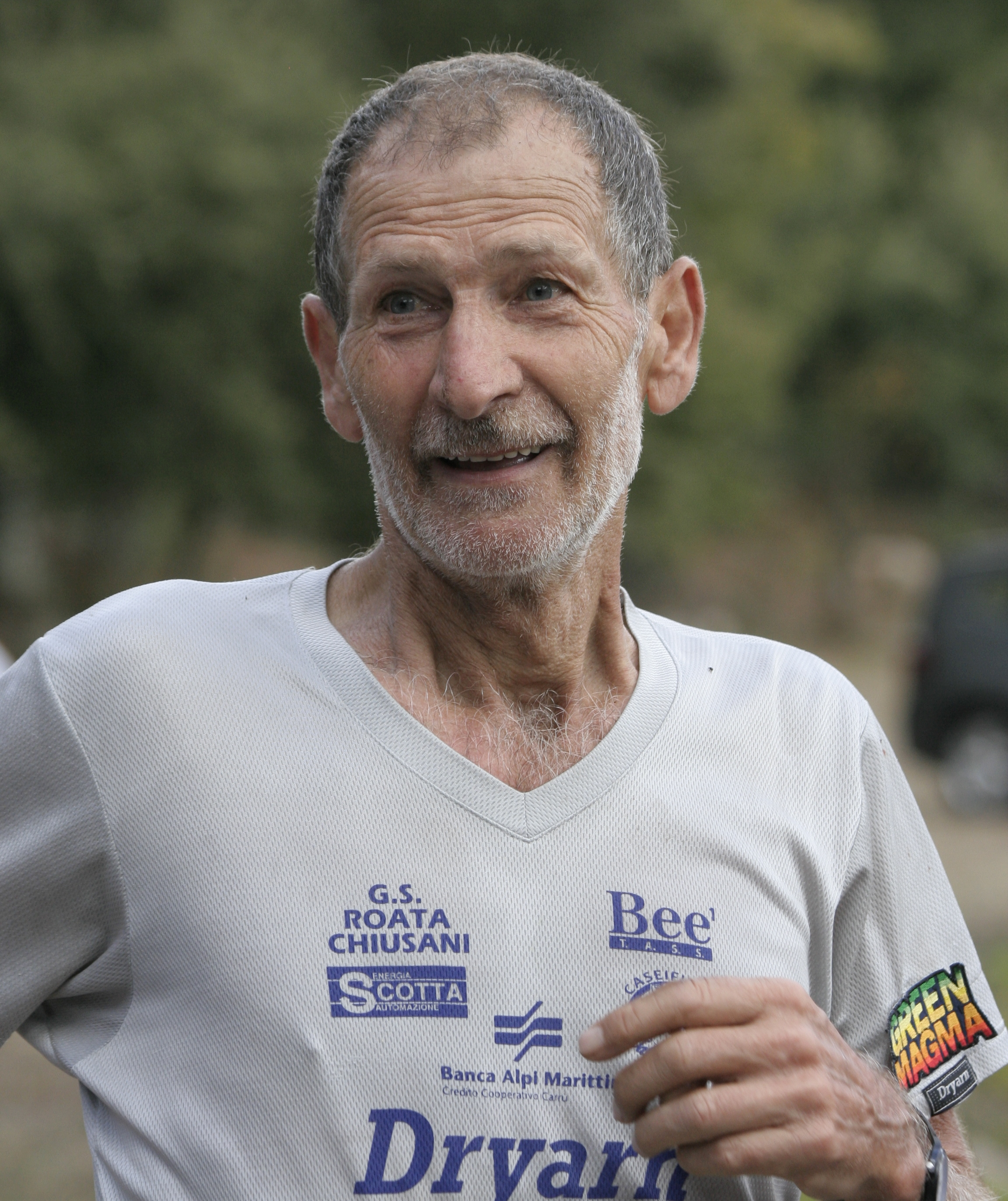
Итальянский сверхмарафонец Марко Олмо на пробеге 23 октября 2011 года

Многосуточные и многодневные (этапные) пробеги обычно либо разделены на ежедневные этапы определённой длины или времени, или же бегуны могут разделять их по своему усмотрению. Многодневные пробеги могут варьироваться от непрерывного 48-часового бега до трансконтинентальных пробегов.
Сверхдлинные дистанции могут быть разделены на три большие категории: традиционный марафон, сверхмарафон — любой бег больше марафона, и собственно многодневные пробеги, которые начинаются с 48-часового бега и могут длиться практически до бесконечности, часто от шести дней до 3100 миль и более.

## Типы пробегов
Многие многодневные пробеги проводятся на трассах или измеренных кругах, что облегчает оказание помощи и поддержки бегунам. Альтернатива — этапные пробеги; к ним относятся пробеги со стартом и финишем в разных местах, таких как Транс-Америка, которые пересекают североамериканский континент от побережья до побережья, и Марш Гоби, семь дней путешествия по пустыне Гоби, Экстремальный марафон Калахари Augrabies (Kalahari Augrabies Extreme Marathon), 7-дневный, 250 км пробег по пустыне Калахари, и Yukon Arctic Ultra, пробег на 430/300/100/26 миль через Юкон в разгар зимы.
Среди многодневных пробегов — Транс-Европа, проходившая на трассе Лиссабон — Москва в 2003 году, на дистанции около 5100 километров. Эти пробеги выводят бегуна на другой уровень, где бег становится образом жизни и где питание, сон, энергия и психическое состояние должны тщательно регулироваться. 3100 миль самопревосхождения — самый длинный сертифицированный пробег в мире.

## Прошлое
Золотая эра многодневных пробегов уходит корнями в 1870-е и 1880-е годы. Тогда они проводились в крытых помещениях и на них разыгрывались существенные призы. Известные как скороходы, эти спортсмены установили рекорды, некоторые из которых улучшены совсем недавно. Летом 1809 года в Ньюмаркете (Англия) Роберт Барклай Аллардис, более известный как капитан Барклай, преодолел 1000 миль. Каждый час он пробегал или проходил как минимум одну милю (1,6 км).

### 6-дневный бег
Наиболее распространенным в эту эпоху был 6-дневный бег, который проходил с понедельника по субботу с днем отдыха воскресеньем. В 1878 году сэр Джон Дагдейл Эстли создал серию из пяти международных 6-дневных пробегов, в которой конкуренты боролись за Пояс Эстли (Astley Belt). Два лучших бегуна, американец Эдвард Пейсон Вестон, который пробежал 500 миль (804 км) за 6 дней, и англичанин Чарльз Роуэлл, пробежавший 241 км в первый день 6-дневного бега в 1880-х гг.
К началу 1890-х годов, общественный энтузиазм к таким событиям переключился на велогонки, и увлечение многодневными пробегами пришло к концу. Интерес снова вырос в конце 1920-х, с появлением пробегов Транс-Америка. Эти были трансконтинентальные этапные пробеги, которые вдохновили новое поколение преодолевать огромные расстояния. Призы в этих пробегах были небольшие, и интерес к ним повторно вернулся только в 1980-х годах. В 1980 году почтальон Дон Чой из Сан-Франциско организовал первый современный 6-дневный бег на стадионе в Вудсайд (Калифорния).

## Настоящее
В последнее время среди многодневных пробегов можно выделить австралийские Сидней — Мельбурн (который проводился в 1983—1991 гг.) и Колак (1983—2005, в 2004 году переименованный в «6-дневный бег Клиффа Янга»).
Марафонская команда Шри Чинмоя проводит ежегодно в США несколько многодневных пробегов: 6- и 10-дневные пробеги, 3100 миль, 700-, 1000- и 1300 миль Ультра Трио (сейчас не проводится), и несколько 24- и 48-часовых пробегов в Европе, Азии, Австралии и Новой Зеландии. Транс-Галлия, Транс-Германия, Транс-Корея, а также временами Транс-Ам и Транс-Австралия, и несколько 6-дневных пробегов в Европе и Южной Африке.
За 11 месяцев (8 апреля 2011 — 19 января 2012 года) австралиец Пэт Фармер пробежал около 21 000 км от Северного полюса до Южного в проекте «Полюс — Полюс».

## Соревнования

### Чемпионаты мира ИАЮ 1000 миль

#### Нью-Йорк (1988)
Чемпионат мира в беге на 1000 миль ИАЮ-1988 прошёл 20 мая — 7 июня 1988 года.

##### Победители
- Янис Курос 10⋮10:30.36 WR
- Сандра Барвик 14⋮20:45.16 WR*[3]

#### Нананго (1998)
Первый чемпионат мира в беге на 1000 миль по стадиону был организован 11—26.3.1998 в Нананго (Австралия) к 150-летию города. Участвовали 16 спортсменов 1 женщина из 10 стран. Хорошо акклиматизировался Пётр Силкин, приехавший за две недели до старта. Остальные европейцы, прибыв за два дня, первые дни забега привыкали к жаре, достигшей к 4-му дню +38°. В лимит 15 дней уложились 7 человек, ещё 3 пробежали меньше 1000 миль. Были улучшены оба мировых и три национальных рекорда на основной и немало на промежуточных дистанциях. Пётр Силкин улучшил свой мировой рекорд 12⋮04:06.01 более чем на 10 часов. Элинор Робинсон — своей соотечественницы Сандры Браун 14⋮10:27.22 — на 32:54.19.

##### Результаты
|            | Спортсмен          | Результат   |
| ---------- | ------------------ | ----------- |
| 1          | Пётр Силкин        | 11⋮13:54.58 |
| 2          | Брайан Смит        | 11⋮23:31.44 |
| 3          | Владимир Глазков   | 12⋮11:32.33 |
| 4          | Элинор Робинсон    | 13⋮01:54.02 |
| 5          | Георгий Ермолаев   | 13⋮23:32.31 |
| 6          | Рустем Гиниатуллин | 14⋮13:28.48 |
| 7          | Питер Грей         | 14⋮22:10.35 |
| За 15 дней |                    |             |
|            | Владимир Васютин   | 940¾ миль   |
|            | Альдо Маранцина    | 780 миль    |
|            | Грем Уоттс         | 767¼ миль   |

Не финишировали
- Питер Гибсон 786 миль
- Клифф Янг 488½ миль
- Тони Коллинс 544¼ мили
- Альфредо Уриа 476½ миль 7-й день
- Тони Рафферти 230 миль 4-й день
- Душан Мравлье[словен.] 230½ миль 3-й день

### Чемпионаты мира GOMU
С 2022 года GOMU проводит чемпионаты мира по двухсуточному бегу, с 2023 — по 6-суточному. В 2025 году планировалось провести чемпионат по трёхсуточному бегу.

#### 48-часовой бег

##### 2022
Первый чемпионат мира GOMU
Хейнспорт (США), 3—5 сентября 2022 года.
| Место        | Спортсмен            | Результат  |
| ------------ | -------------------- | ---------- |
| 1            | Будьяргал Бьямбаа    | 335,017 км |
| 2            | Димостенис Марифоглу | 307,899 км |
| 3            | Байрон Лейн          | 285,566 км |
| …            | …                    | …          |
| 34 участника |                      |            |

| Место       | Спортсменка           | Результат  |
| ----------- | --------------------- | ---------- |
| 1           | Виктория Браун        | 314,272 км |
| 2           | Лиза Микелетти ДеВона | 312,679 км |
| 3           | Анна Мильо            | 213,775 км |
| …           | …                     | …          |
| 13 участниц |                       |            |

##### 2023
Глостер (Великобритания), 11—13 августа 2023 года.
| Место         | Спортсмен     | Результат  |
| ------------- | ------------- | ---------- |
| 1             | Сабольч Беда  | 390,838 км |
| 2             | Лукаш Саган   | 376,911 км |
| 3             | Дэниел Лоусон | 370,592 км |
| …             | …             | …          |
| 36 участников |               |            |

| Место        | Спортсменка                 | Результат  |
| ------------ | --------------------------- | ---------- |
| 1            | Виктория Браун              | 349,648 км |
| 2            | Мара Александра Гулер-Чонка | 326,314 км |
| 3            | Марианна Мякинен            | 320,877 км |
| …            | …                           | …          |
| 23 участницы |                             |            |

##### 2024
Интервью Стине Рекс Даниэлю Вестергрену 5 июня 2024 года
Балатонфюред (Венгрия), 31 мая — 2 июня 2024 года. Рекорды чемпионата (датчанка Стине Рекс пробежала здесь 435,564 км) не утверждены.
| Место        | Спортсмен                    | Результат  |
| ------------ | ---------------------------- | ---------- |
| 1            | Бартош Фудали                | 447,293 км |
| 2            | Николас Де лас Эрас Монфорте | 441,343 км |
| 3            | Сабольч Беда                 | 433,869 км |
| …            | …                            | …          |
| 82 участника |                              |            |

| Место        | Спортсменка    | Результат     |
| ------------ | -------------- | ------------- |
| 1            | Стине Рекс     | 435,564 км WR |
| 2            | Ирина Масанова | 434,912 км    |
| 3            | Виктория Браун | 405,025 км    |
| 4            | Симона Дюрри   | 368,509 км    |
| …            | …              | …             |
| 34 участницы |                |               |

##### 2025
Старт чемпионата
Пабьянице (Польша), 30 мая — 1 июня 2025 года, 144 участника. Мировые рекорды установили бельгиец Матьё Бонн (485,09931 км) и Патриция Березновска из Польши — 436,37152 км. Бонн почти на 12 км улучшил рекорд грека Яниса Куроса 473,495 км, установленый 3—5 мая 1996 года. Березновска превысила и официальный рекорд 2023 года 435,336 км, принадлежащий Камилле Херрон из США, и не утверждённый результат датчанки Стине Рекс (435,564 км в 2024 году). Рекорд Польши и третий результат в истории — 465,35219 км показал Бартош Фудали. Новые рекорды будут ожидать утверждения.
| Место         | Спортсмен          | Результат       |
| ------------- | ------------------ | --------------- |
| 1             | Матьё Бонн         | 485,09931 км WR |
| 2             | Бартош Фудали      | 465,35219 км NR |
| 3             | Анджей Пиотровский | 446,52558 км    |
| …             | …                  | …               |
| 103 участника |                    |                 |

| Место        | Спортсменка          | Результат       |
| ------------ | -------------------- | --------------- |
| 1            | Патриция Березновска | 436,37152 км WR |
| 2            | Стине Рекс           | 405,45885 км    |
| 3            | Катя Люкке Тонстад   | 404,73334 км    |
| …            | …                    | …               |
| 41 участница |                      |                 |

#### 72-часовой бег
Первый чемпионат мира по трёхсуточному бегу планировалось провести 25—28 сентября 2025 года в Балатонфюреде (Венгрия). В рамках чемпионата — первый кубок Европы по двухсуточному бегу (25—27 сентября).

#### 6-суточный бег
Первый чемпионат мира по 6-суточному бегу прошёл в Поликоро (Италия) 12—18 марта 2023 года. На чемпионате мира 2024 года в Балатонфюреде (Венгрия) 6—11 сентября бельгиец Матьё Бонн пробежал 1045,519 км, значительно превысив мировой рекорд грека Яниса Куроса (1036,800 км) 19-летней давности. Чемпионат мира 2025 года прошёл 28 апреля — 4 мая в Валлон-Пон-д’Арк (Франция).

## Рекорды
С 1 января 2022 года ИАЮ прекращает регистрацию мировых рекордов на дистанциях свыше 48 часов.

## Известные спортсмены

### Известные скороходы
- Эдвард Пейсон Вестон[англ.]
- Даниэль О’Лири
- Чарльз Роуэлл[англ.]
- Фред Хичборн
- Джордж Литтлвуд[англ.]
- Роберт Барклай Аллардис[англ.]

### Известные бегуны
- «Ашприанал» Пекка Аалто
- «Шупраба» Бэкйорд
- Сандра Барвик
- Дон Чой[фр.]
- «Дипали» Кэтрин Кэннингэм[англ.]
- Серж Жирар[англ.], рекордсмен транс-США (1997), транс-Северной Америки (2001), транс-Африки (2003/2004) и транс-Евразии (2005/2006)
- Ал Хови[англ.]
- Римас Якелайтис[англ.]
- Янис Курос
- Ахим Хёйкемес[англ.], рекордсмен транс-Австралии
- «Шураша» Паула Майрер[англ.]
- Терренс Фокс пробежал по Канаде с протезом правой ноги 5373 км за 143 дня в 1980 году.
- Лорна Мишель, первая женщина, пробежавшая полный транс-США (1993)
- Стью Миттльман[англ.], рекордсмен США в 6-суточном беге (578 миль)
- Вольфганг Шверк
- Вильям Сихель[англ.], мировой #1 в 6-суточном беге в 2009 году, рекордсмен мира (M55)
- Сэмюэл Томпсон, пробежал 1310 миль в 50 последовательных марафонах (19 августа 2006 года)

## Известные многодневные пробеги
- Спартатлон
- Бег на 3100 миль «Самопревосхождение»
- Четыре пустыни[англ.] Атакама, Гоби, Сахара и The Last Desert[5]
- 6-суточный бег, Антибы[англ.]
- Across The Years[англ.][6]
- Athens International Ultramarathon Festival[англ.]
- 6-суточный бег Клиффа Янга[англ.] (не проводится с 2006 года[7])
- 6-суточный бег Джорджа Эрчера[англ.]
- Песчаный марафон
- 6- и 10-дневные пробеги
- Транс-Европа[англ.][8]
- Вена — Братислава — Будапешт[англ.]
- Экстремальный марафон Калахари[англ.] — www.extrememarathons.com
- Ультрацентрик[англ.]

### Комментарии
1. ↑  вариант: Петрас Силкинас